# Call Me When You're Sober
"Call Me When You're Sober" je prvi singl s albuma The Open Door američkog rock sastava Evanescence. Singl je vrlo brzo dosegao popularnost obećavajući puno o albumi a snimljen je i glazbeni video čija radnja pomalo podsjeća na bajku Crvenkapicu. Sumnja se kako je ta pjesma posvećena Amynom bivšem dečku Shaunu Morganu pjevaču sastava Seether koji je morao na odvikavanje. Sam naslov pjesme kaže "Call Me When You're Sober" (u prijevodu: zovi me kada si trijezan).